# Dieter Forte
Pour les articles homonymes, voir Forte.
Dieter Forte , né le 14 juin 1935 à Düsseldorf (Allemagne) et mort le 22 avril 2019 à Bâle (Suisse), est un écrivain allemand.

## Biographie
Dieter Forte termine un apprentissage commercial après l'école. En 1960/1961, il siège au Théâtre de Düsseldorf sous Karl-Heinz Stroux (de). En 1962/1963, il reçoit une bourse d'auteur et travaille sous Egon Monk (également en tant qu'assistant réalisateur et directeur littéraire) dans le département télévision de la Norddeutscher Rundfunk à Hambourg. Il est ensuite écrivain indépendant à Düsseldorf. En 1970, il succède à Friedrich Dürrenmatt en tant qu'auteur résident au Théâtre de Bâle, où il travaille avec Werner Düggelin et Hermann Beil. Il se fait connaître comme dramaturge et plusieurs pièces radiophoniques et téléfilms le font connaître à un plus large public.
Forte fait ses débuts en tant que dramaturge avec sa pièce de théâtre Martin Luther & Thomas Münzer oder Die Einführung der Buchhaltung (Martin Luther et Thomas Münzer, ou Les Débuts de la comptabilité), créée à Bâle en 1970 et qui est un succès mondial. La pièce n'est pas autorisée à être créée par le Théâtre de Düsseldorf, la ville de Düsseldorf ayant interdit la représentation du directeur général Karl-Heinz Stroux (de),. La pièce, jouée sur plus de cinquante scènes et traduite en neuf langues, est le prélude à une trilogie théâtrale sur la civilisation européenne et le début de la mondialisation. Elle se poursuivie en 1978 avec Jean Henry Dunant oder Die Einführung der Zivilisation (Jean Henry Dunant ou L'Introduction à la civilisation) et en 1983 avec Das Labyrinth der Träume oder Wie man den Kopf vom Körper trennt (Le Labyrinthe des rêves ou Comment séparer la tête du corps).
Depuis la fin des années 1980, Forte travaille exclusivement sur une trilogie de romans. Il publie la première partie de l'épopée en 1992 sous le titre Das Muster. Il y raconte l'histoire d'une famille de tisserands de soie italo-française et d'une famille de mineurs polonais qui fuient toutes deux en Allemagne pour des raisons politiques, religieuses et économiques. Dans la deuxième partie, Der Junge mit den blutigen Schuhen (1995), Forte raconte une enfance exposée à la terreur et aux bombardements nazis pendant la Seconde Guerre mondiale. Dans la troisième partie, In der Erinnerung (1998), il décrit la fin de la guerre et les premières années de la reconstruction du point de vue d'un garçon de dix ans. Les trois tomes paraissent en résumé en 1999 sous le titre Das Haus auf meinen Schultern.
En 2004 paraît le roman Auf der anderen Seite der Welt. Il réfléchit aux années 1950 dans un sanatorium pulmonaire sur une île de la mer du Nord. L'isolement contraste avec les changements apportés par le boom économique — un voyage dantesque dans la mort.
Dieter Forte était marié et vivait comme écrivain indépendant à Bâle, où il meurt en avril 2019 à l'âge de 83 ans. 

## Œuvre

### Prose
- Rate mit im Rätselzoo, Freiburg i. Br., 1970, ein Kinderbuch (avec Ingrid Mizsenko)
- Die Wand. Porträt eines Nachmittags, Stuttgart, 1973
- Fluchtversuche, 4 Fernsehfilme, Frankfurt am Main, 1980
- Das Muster, Francfort-sur-le-Main, 1992  (ISBN 3-10-022113-3).
- Der Junge mit den blutigen Schuhen, Francfort-sur-le-Main, 1995  (ISBN 3-10-022115-X).
- In der Erinnerung, Francfort-sur-le-Main, 1998  (ISBN 3-10-022114-1).
- Das Haus auf meinen Schultern, Francfort-sur-le-Main, 1999  (ISBN 3-10-022117-6).
- Schweigen oder sprechen, Essays von Dieter Forte und Gespräche, Francfort-sur-le-Main, 2002
- Auf der anderen Seite der Welt, Francfort-sur-le-Main, 2004  (ISBN 3-10-022116-8).
- Ein Tag beginnt, Francfort-sur-le-Main, 2004.
- Das Labyrinth der Welt. Ein Buch, S. Fischer Verlag, Francfort-sur-le-Main,2013,  (ISBN 978-3-10-022118-6).
- Als der Himmel noch nicht benannt war, S. Fischer Verlag, Francfort-sur-le-Main, 2019

### Pièces de théâtre
- Martin Luther & Thomas Münzer oder Die Einführung der Buchhaltung (Martin Luther et Thomas Münzer, ou Les Débuts de la comptabilité) (Basel, 1970)  (ISBN 3-10-021110-3).
- Jean Henri Dunant oder Die Einführung der Zivilisation (Darmstadt, 1978)  (ISBN 3-596-22301-6).
- Das Labyrinth der Träume oder Wie man den Kopf vom Körper trennt (Basel, 1983)  (ISBN 3-10-021111-1).
- Weiße Teufel (Basel, 1972).
- Cenodoxus (Salzburger Festspiele, 1972).
- Kaspar Hausers Tod (Wiesbaden, 1979).
- Der Artist im Moment seines Absturzes (Kassel, 1991).
- Das endlose Leben (Düsseldorf, 1991).

## Récompenses et distinctions
- 1992 : Prix de littérature de la Ville de Bâle
- 1999 : Prix de littérature de Brême
- 2004 : Prix Hans Erich Nossack
- 2005 : Prix Grimmelshausen
- 2005 : Prix littéraire du Bas-Rhin